# 중국의 환관

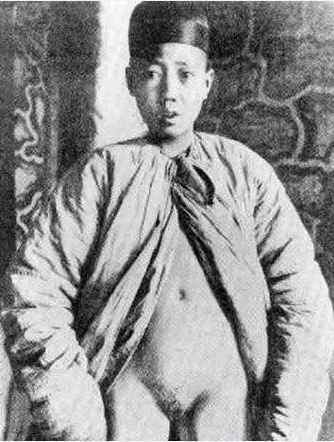
청나라의 환관.

중국의 환관(宦官)은 관료 가운데 거세된 남자(환자; 宦者)이며 이들은 자신의 성기와 고환을 함에 담아 몸에 지니고 다녔다. 엄밀히 말해, 초기에는 관직이 아닌 궁중노비였으나(신분상으로만 궁중 소속일 뿐 환관의 업무는 궐밖의 노비와 완벽하게 똑같았다.), 나중에 거세된 남자들이 주로 맡게 된 내시/내시직을 환관이라고 부르게 되었다.

## 간신과 충신
이러한 환관은 종종, 군주의 최측근으로서 총애를 받으며, 권력을 잡고 정세를 어지럽혔다. 후한 말 정권을 장악하고 매관매직을 일삼은 10명의 환관인 십상시가 대표적인 예이다. 촉한의 환관 황호 역시 후주 유선을 현혹하여 정사를 그르쳤다. 당나라 시기에는 환관 고력사가 현종과 양귀비의 총애를 믿고 전횡을 휘둘렀다. 1449년 명나라 황제 영종은 환관 왕진의 부추김으로 몽골 원정에 나섰다가 오히려 대패하여 스스로 포로가 되었는데 이 사건을 토목의 변이라 한다. 명나라 천계제 시기의 대내총관태감 위충현 역시 뇌물을 받고 정사를 자기 마음대로 하였다. 그래서 환관 중에는 간신으로 일려진 자도 많아 악평이 많다.
그러나 환관 모두가 간신은 아니었다. 삼국지의 영웅 조조의 양할아버지인 조등(曹騰) 역시 후한 말의 환관이었는데, 환제 시절 크게 공을 세워 양아들을 들이는 상을 받기도 했다. (참고로 이 상은 환관이 받을 수 있는 가장 큰 포상이었다.) 이 때 조등이 받아들인 양아들이 바로 조조의 친아비인 조숭이다. 또한 조등은 환관임에도 불구하고 사족(士族)들 중 명망 높고 훌륭한 인격을 가진 사족들을 대거 천거하여 후한 황실을 안정시키는 데에 지대한 공을 세웠으며 이 때문에 조등이 살아있는 동안은 그 어느 누구도 역심을 품지 않았다. 명나라 환관 정화는 황제의 명을 받아 해외 정벌을 나섰는데, 아프리카까지 이르렀다. 이는 콜럼버스가 아메리카 대륙에 도착하기 60년 전이다.
조선시대에는 연산군 때 환관 김자원이 전횡을 일삼았으며 왕명의 출납을 악용한 것으로도 유명하다. 그러나 채륜처럼 의로운 환관들도 있었다. 채륜은 제지술을 개발했다.
그러나 환관에 대한 악평이 호평보다 더 많은 까닭에 대해서는 지나친 유교주의 때문이라고 보는 학자도 있다. 다시 말해 양물을 잃은 환관의 업적이나 선업에 대해서는 그다지 다루지 않고, 근왕하며 저지른 비리에 대해서 더 자주 거론했기 때문이다. 후한 말 십상시가 발호하기 이전에 이미 매관매직이나 다른 비리가 성행하였고, 그러나 탐관오리는 환관보다는 유학자가 훨씬 더 많았음에도 유독 십상시만을 꼭 집어 악평을 하고 있다.

## 국부 제거
환관은 궁중에 소속된 군대인 금위군이나 궁궐을 출입하는 대소 문무백관과는 달리 궁궐 안에서 하루 중 24시간 내내 생활했다. 그런데 환관은 궁녀와의 연애행위가 원천적으로 금지되어 있었으므로 환관이 되게 하기 위해서 연애행위의 근본이 되는 신체기관을 절단하도록 규정을 만들었다. 궁녀는 오직 황제와의 연애행위만 허용되었는데 이는 궁녀가 낳은 아이들은 모두 황제의 서통 자식으로서 황실 계승권이 부여되었기 때문이었다. 결국 근본을 알 수 없는 아이로 인하여 황실의 기반이 흔들리는 것을 막기 위해 이러한 규정을 만들어 적용하였다. 다만 완전거세를 하면 자식을 가질 수 없기에 결국은 궁녀와 연애 또는 사실혼과 성접촉을 묵인하게 되었는데 이를 채호라고 한다.
환관이 되기 위해서는 국부를 제거해야 하는데 당시의 의술은 현재와 같이 고도로 발달한 것이 아니어서 국부를 제거할 때 그 뿌리까지 모두 제거했다. 이 때문에 환관 작업을 하는 곳에서는 환관지망생들에게 여러 차례 환관이 될 것에 대해 되물어보는데 환관지망생이 자신없게 대답할 경우 퇴짜를 놓는다. 앞서 언급한 바와 같이 국부의 뿌리까지 모두 제거하는 수술을 했기 때문에 이 수술을 시도한 환관지망생은 80~90% 확률로 사망했다. 그래서 환관이 된 사람은 국부제거수술 전의 체력이 보통사람에 비해 월등했으리라 추측할 수 있다. 이 수술로 인해 죽을 가능성이 매우 높았기 때문에 엄격하게 선발해야만 했으며, 남에 의해 강제로 환관을 지망 당하는 사람은 거세 기술자가 무조건 거절했다.
그런데 이렇게 절단한 국부는 그냥 버려지는 것이 아니라 조그만 항아리에 담게 된다. 이 항아리는 내시감이 직접 관리하며 항아리 뚜껑에는 해당 항아리 속에 들어가있는 국부의 주인의 이름이 써있다. 그리고 그 항아리를 창호지에 풀로 붙여 밀봉했는데 밀봉 자리에는 내시감의 직인이 찍혀있다. 이는 '고자여서 신체가 온전하지 못한 사람으로 죽으면 구천을 떠돌게 된다.'는 미신에 의한 것으로 내시가 죽으면 국부를 다시 바늘로 꿰맨 뒤에 장사를 지내준다. 내시가 된 사람은 자신의 국부 항아리에 직인을 찍어준 내시감에게 절대복종해야만 했다. 그래서 후한을 망친 십상시 조차 그들의 국부 항아리에 직인을 찍어준 조등에게는 절대복종했다.
이 때문에 내시가 갖는 부작용으로서는 요도가 절단되었기 때문에 극심한 요실금을 갖게 되고 또한 몸의 균형을 잃어 종종걸음을 걷게 되었다.

## 궁형
환관이 되는 것은 아니지만 춘추전국시대에는 참수형보다 더 혹독한 형벌로 궁형(宮刑)을 일컬었다. 궁형은 환관을 만드는 작업과 다름없이 국부를 제거했는데 같은 죄를 짓고도 깨끗하게 죽음을 택한 사람은 영웅이 되었지만 궁형을 택해서라도 살아남기를 원했던 사람은 궁형을 받음과 동시에 그 사람은 운신의 폭이 좁아지다 못해 아예 없어졌다. 이 형벌은 환관이 되는 과정과 매후 흡사했기 때문에 사람들이 궁형이라 불렀다.

## 가짜 환관
중국 중국 전국시대 진나라(秦) 진시황의 치세 기간 중 노애라는 남자가 수염을 말끔하게 밀고 내시로 변장하여 궁궐 안으로 잠입하여 궁녀들과 정을 통했다. 이 사실이 진시황에게 발각되자 진시황은 이 사내를 한달간 포박시켜서 수염을 기르게 한 후 조리돌림을 했다. 진시황은 이 가짜환관을 조리돌림이 끝나자마자 바로 거열형에 처했다.

## 같이 보기
- 거세
- 내관 또는 내시
- 카스트라토
- 환관
- 환자 (역사)
- 대식